# Ust-Ilimsk
Ust-Ilimsk (ru. Усть-Илимск) este un oraș din regiunea Irkutsk, Federația Rusă, cu o populație de 100.592 locuitori.
1. ↑  OKTMO 179/2016, accesat în 26 octombrie 2016